# Liste der Biografien/Frae
Liste der Biografien |
Portal Biografien |
Personensuche
# |
A |
B |
C |
D |
E |
F |
G |
H |
I |
J |
K |
L |
M |
N |
O |
P |
Q |
R |
S |
T |
U |
V |
W |
X |
Y |
Z |
?
 
Fa |
Fe |
Ff |
Fh |
Fi |
Fj |
Fk |
Fl |
Fm |
Fn |
Fo |
Fr |
Ft |
Fu |
Fy
 
Fra |
Frc |
Fre |
Frg |
Fri |
Frk |
Frl |
Fro |
Frr |
Fru |
Fry
 
Fraa |
Frab |
Frac |
Frad |
Frae |
Fraf |
Frag |
Frah |
Frai |
Fraj |
Frak |
Fral |
Fram |
Fran |
Frao |
Frap |
Fraq |
Frar |
Fras |
Frat |
Frau |
Frav |
Fraw |
Fray |
Fraz
Die Liste der Biografien führt alle Personen auf, die in der deutschsprachigen Wikipedia einen Artikel haben. Dieses ist eine Teilliste mit 48 Einträgen von Personen, deren Namen mit den Buchstaben „Frae“ beginnt.

## Frae

### Fraed
- Fraedrich, Holger (* 1968), deutscher Fußballspieler
- Fraedrich, Klaus (* 1945), deutscher Meteorologe

### Fraef
- Fraefel, Thomas (1923–2013), Schweizer Politiker (SP)

### Fraei
- Fraeijs De Veubeke, Baudouin (1917–1976), belgischer Bauingenieur

### Fraen
- Fraenckel, Jonas (1773–1846), schlesischer Bankier, Kommerzienrat und Philanthrop
- Fraenckel, Liepmann (1772–1857), deutscher Miniaturmaler
- Fraenckel, Paul (1874–1941), deutscher Rechtsmediziner
- Fraenger, Wilhelm (1890–1964), deutscher Kunsthistoriker
- Fraenkel, Adolf Abraham Halevi (1891–1965), deutsch-israelischer MathematikerAdolf Abraham Halevi Fraenkel (1891–1965)

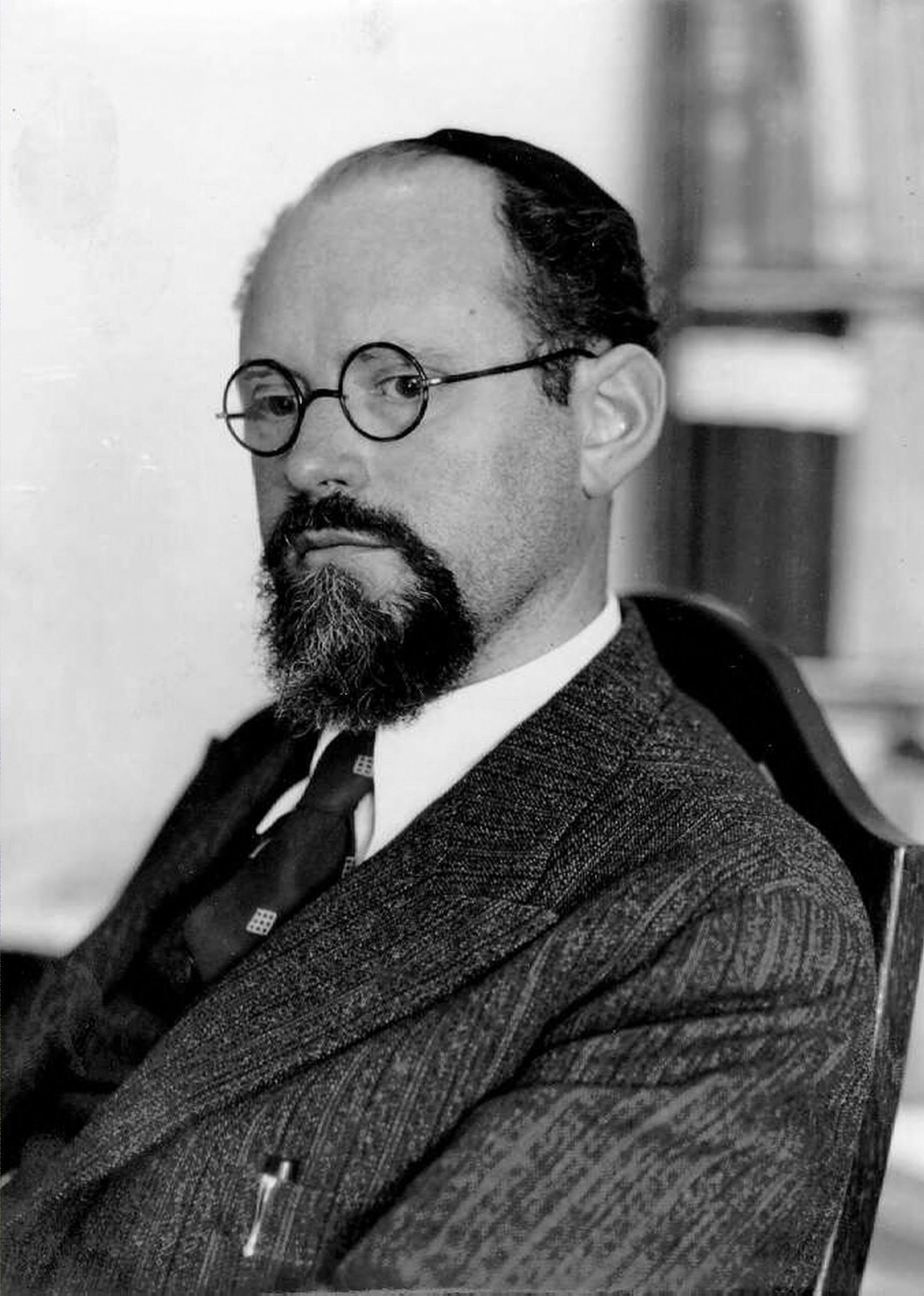
Adolf Abraham Halevi Fraenkel (1891–1965)

- Fraenkel, Albert (1848–1916), deutscher Arzt
- Fraenkel, Albert (1864–1938), deutscher Arzt, Tuberkulose- und Herzforscher
- Fraenkel, Aviezri (* 1929), israelischer Mathematiker
- Fraenkel, Carl (1861–1915), deutscher Mediziner und Bakteriologe
- Fraenkel, Carlos (* 1971), deutsch-brasilianischer Philosoph
- Fraenkel, David Hirschel (1707–1762), deutscher Juwelier und Rabbiner
- Fraenkel, Edith (1922–1944), deutsche Arbeiterin und Widerstandskämpferin
- Fraenkel, Edith de Magalhães (1889–1969), brasilianische Krankenschwester und Pionierin der brasilianischen Pflege
- Fraenkel, Eduard (1888–1970), deutsch-britischer Altphilologe
- Fraenkel, Ernst (1844–1921), deutscher Gynäkologe
- Fraenkel, Ernst (1881–1957), deutscher Sprachwissenschaftler
- Fraenkel, Ernst (1891–1971), deutscher Wirtschafts- und Sozialhistoriker
- Fraenkel, Ernst (1898–1975), deutsch-amerikanischer Politikwissenschaftler
- Fraenkel, Eugen (1853–1925), deutscher Pathologe und Bakteriologe
- Fraenkel, George Kessler (1921–2009), US-amerikanischer Chemiker
- Fraenkel, Gottfried (1901–1984), deutsch-israelischer Zoologe (Entomologe)
- Fraenkel, Hans (1888–1971), deutscher Journalist und Schriftsteller
- Fraenkel, Heinrich (1897–1986), britischer Schriftsteller und Schachkomponist
- Fraenkel, James (1859–1935), deutscher Mediziner
- Fraenkel, Josef (1903–1987), österreichisch-britischer Verbandsfunktionär zionistischer Organisationen und Journalist
- Fraenkel, Joseph (1867–1920), österreichisch-amerikanischer Neurologe
- Frænkel, Knut (1870–1897), schwedischer Ingenieur und EntdeckungsreisenderKnut Frænkel (1870–1897)

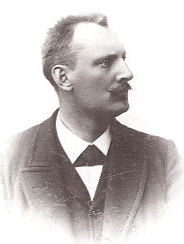
Knut Frænkel (1870–1897)

- Fraenkel, Ludwig (1870–1951), deutscher Gynäkologe
- Fraenkel, Ludwig Edward (1927–2019), britischer Mathematiker
- Fraenkel, Maimon (1788–1848), Lehrer und Publizist
- Fraenkel, Marta (1896–1976), deutsche Medizinerin
- Fraenkel, Max (1856–1926), deutscher Architekt
- Fraenkel, Siegmund (1855–1909), deutscher Semitist
- Fraenkel, Siegmund (1860–1925), deutscher jüdischer Kaufmann und Politiker
- Fraenkel, Sigmund (1868–1939), österreichisch Medizinchemiker, Hochschullehrer und Politiker, Landtagsabgeordneter
- Fraenkel, Théodore (1896–1964), französischer Arzt und Schriftsteller
- Fraenkel, Walter (1879–1945), deutscher Physiko-Chemiker
- Fraenkel, Wilhelm (1844–1916), deutsch-österreichischer Architekt des Historismus
- Fraenkel, Wolfgang (1897–1983), deutsch-amerikanischer Komponist, Dirigent, Musiktheoretiker und Jurist
- Fraenkel, Zeev (1925–2008), deutsch-israelischer Kernphysiker
- Fraenkel-Conrat, Heinz (1910–1999), deutsch-US-amerikanischer Biochemiker
- Fraenkel-Hahn, Louise (1878–1939), österreichische Malerin und Grafikerin
- Fraentzel, Oscar (1838–1894), deutscher Mediziner und Hochschullehrer

### Fraes
- Fraes-Ehrfeld, Anton (* 1894), österreichischer Politiker und Beamter